# 인류유전학
인류유전학은 인류의 유전을 다루는 학문으로 그 영역은 고전유전학, 세포유전학, 분자유전학, 생화학유전학, 유전체학, 집단유전학, 발달유전학, 의학유전학, 유전상담과 같은 다양한 학문에 걸쳐 있다.
유전자는 생물의 유전적 특징 대부분을 결정하는 일반적 요인이다. 인간 역시 하나의 생물 종으로서 인간 게놈에 있는 유전자 정보에 따른 특징을 지니게 된다. 고전유전학의 관심 분야인 부모로부터 물려받는 유전 형질이 자식에게 발현되는 것이나, 집단 내에서 대립형질의 발현과 같은 집단유전학적 연구, 인간 유전체의 기능과 역할을 탐구하는 유전체학, 인간의 출생과 성장을 살피는 발달유전학적 연구, 각 종 유전적 질병을 살피고 치료법을 찾는 의학유전학적 연구들은 각 학문들이 연구하는 과제의 해결책을 밝히고자 인간의 유전을 연구하고 있다.

## 유전자 다양성과 유전의 양상

멘델의 유전법칙을 따르는 우성 유전자의 발현 사례. 자식 세대에서 50%의 발현율을 보이고 있다.

멘델의 유전법칙을 따르는 열성 유전자의 발현 사례. 자식 세대에서 25%의 발현율을 보이고 있다.

미토콘드리아 DNA는 모계유전된다.

다른 생물들과 같이 인간 역시 집단 내에서 돌연변이에 의한 다양한 대립형질을 갖는다. 예를 들어 인류는 멜라닌 형성에 관계되는 유전자들이 다양성을 띄기 때문에 집단마다 피부, 머리카락, 홍채 등의 색상이 다르다. 인간 염색체는 상염색체 22쌍과 성염색체 1쌍 그리고 미토콘드리아 DNA로 이루어져 있다.:189쪽 이들 염색체는 각각의 종류에 따라 유전 방식이 다르다.

### 상염색체의 유전
상염색체의 동일한 위치에 놓인 유전형질인 대립형질에 우열관계가 있다면 자식 세대의 유전자 발현은 멘델의 유전법칙을 따른다. 서로 대립하는 유전 형질이 유전체에서 동일한 위치를 차지하면 우성 형질만이 발현되며 부모로부터 열성 형질만을 모두 물려받을 경우에만 열성 형질이 발현하는 것이다. 테이-삭스병은 열성 유전에 의한 유전병이고, 헌팅턴병의 경우엔 우성 유전한다.:190-192쪽 한편, 피부색의 결정에 관여하는 유전자들은 뚜렷한 우열 관계가 없어 멘델의 유전법칙을 따르지는 않는다.
일반적으로 하나의 유전 형질의 발현에는 다양한 유전자가 관여하며 이 경우엔 보다 복잡한 유전자 발현을 보인다. 또한 유전 형질이 표현형으로 발현되는 데에는 다양한 환경 요인의 영향을 받는다. 인간의 유전자 발현에서 보이는 복잡성은 발생계 의학의 주요 관심사이기도 하다.

### 성염색체의 유전
인간의 성염색체는 X 염색체와 Y 염색체로 이루어져 있다. 성염색체의 쌍이 XX인 경우는 여성이 되고, XY인 경우는 남성이 된다. 즉 인간의 성별은 Y 염색체에 의해 결정된다.:129 Y 염색체는 인간의 진화 과정에서 상당 부분이 소실되어 X 염색체에 비해 그 크기가 현저히 작고, 따라서 실제 작동하는 유전자의 수도 적다. 이런 유전체 축소 진화는 두 성염색체가 감수분열 과정에서 서로 분명히 구분되도록 한다.:131 Y 염색체는 남성의 성징 발현과 깊은 관계가 있으며 근육, 키 등의 요인에도 작용한다. 반면 X 염색체에는 다양한 기능을 하는 유전자들이 훨씬 많이 담겨져 있다.:139 X 염색체는 남녀 모두 지니고 있기 때문에 자식 세대는 부모 모두로부터 X 염색체를 받을 수 있다. 그러나 Y 염색체는 아버지에서 아들로 밖에 전달되지 않으므로 부계유전 양상을 띄게 된다.:327 Y 염색체의 부계 유전을 추적하면 현생 인류의 남성 공통 조상 집단을 상정할 수 있다. 이를 Y염색체 아담이라고 한다.

### 미토콘드리아 DNA의 유전
미토콘드리아는 진핵생물이 갖는 세포소기관으로 핵과 독립된 별도의 미토콘드리아 DNA를 가지고 있다. 인간의 경우 세포 하나에는 수백 개의 미토콘드리아가 있으며, 미토콘드리아 DNA에 담긴 유전자는 37개이다. 린 마굴리스는 진화 과정의 어느 시점에서 별개의 생물인 미토콘드리아가 진핵 생물의 조상과 공생을 이루었다는 가설을 제시하였다. 인간과 같이 진핵생물이자 포유류에 속하는 생물들은 모계의 미토콘드리아만이 유전되고 부계의 것은 전달되지 않는다. 수정 과정에서 부계의 미토콘드리아는 사멸하기 때문이다.
미토콘드리아 DNA는 유전 과정에서 유전자 재조합을 겪지 않으며 모계 단일 계통으로 전달되기 때문에 계보의 추적과 비교가 쉽고 핵안의 유전체와 달리 크기가 작아 분석도 쉽다.:59 또한 미토콘드리아 DNA의 조절 부위 유전자에서 염기 치환이 자주 일어나 다른 부위에 비해 돌연변이 속도가 빠르다. 침팬지와 인간의 핵 염색체 차이는 약 1%에 불과하지만, 미토콘드리아 DNA 차이는 9%에 이른다. 비교적 빠른 시간 내의 변화를 관측할 수 있기 때문에 인류유전학은 미토콘드리아 DNA의 이러한 특성을 살려 다양한 방면의 연구에 활용하고 있다. 미토콘드리아 DNA의 조절 부위 돌연변이는 환경에 따른 진화 압력을 받지 않기 때문에 중립적 진화를 거치게 된다.
1987년 앨런 윌슨과 레베카 칸, 그리고 마크 스톤킹은:102 - 103 아프리카, 아시아, 오스트레일리아, 유럽, 뉴기니의 여성 147명의 태반에서 미토콘드리아 DNA를 추출하여 비교하였다. 그 결과 미토콘드리아 DNA의 다양성, 즉 돌연변이에 의한 차이는 아프리카 내의 집단에서 가장 크고 다른 집단에서는 적다는 것이 확인되었다. 이들은 이 결과를 바탕으로 현생 인류의 여성 공통 조상 집단 즉 미토콘드리아 이브가 아프리카에서 살았을 것이라는 가설을 제시하였다. 이는 고인류학의 아프리카 기원설을 강력하게 뒷받침하는 것이었다. 한편 스반테 페보의 연구팀이 네안데르탈인의 핵 염색체에서 현생 인류와 네안데르탈인 사이의 유전자 교환이 있었다는 증거를 찾아내어 구인류와 현생인류의 혼혈에 대한 연구를 촉발시키면서 현생 인류의 다지역 기원 가설 역시 계속하여 유지되고 있다.:219-407쪽

## 연구 방법
인간 게놈 프로젝트의 완성으로 인류 유전자의 모든 부분이 공개되어 있다. 다양한 방면에서 인류유전학을 연구하는 연구자들은 이 게놈 데이터를 기준으로 목적하는 연구 대상 유전자를 비교할 수 있다. 또한 인간 염색체 상의 유전자 각각의 기능 역시 연구되고 있다.

### 가계도 분석

가계도 분석의 사례

가계도 분석은 유전 형질의 분석을 위해 널리 쓰이는 방법이다. 친족 집단은 대부분 동일한 유전자를 공유하기 때문에 어떤 형질이 어떤 염색체와 연관되어 유전되는 지 추적할 수 있다. 예를 들어 혈우병은 X 염색체 위의 유전자와 연관되어 유전되는 성염색체 연관 유전 질환이다.:190 이러한 유전 형질 추적은 보다 큰 집단으로 확대되어 수형도를 작성할 수 있게 해 준다.:278
단순히 생각하면 한 명의 자식에게는 부모 둘이 있고, 그 부모도 각각 둘의 부모를 갖기 때문에 자식에겐 4명의 조부모, 8명의 증조부모, 16명의 고조부모를 갖게 된다. 즉 윗대로 올라갈수록 2의 제곱수만큼 조상이 불어나게 된다. 이렇게 되면 한 사람의 10대 위 조상은 모두 1,024 명이 되고 35대 조상은 34,359,738,368 명으로 343억명을 넘게 된다. 한 세대의 재생산 기간을 30년으로 잡을 경우 불과 1,050년 사이에 이런 일이 일어나야 하지만, 현실에서 전세계의 인구가 50억을 넘어선 것은 20세기의 일이다. 즉, 실제로는 어느 정도 규모의 집단 내에서 친연 관계에 있는 사람들끼리 혈연을 맺을 수 밖에 없다. 이 때문에 인류의 각 집단은 다른 집단과 구별되는 집단적 유전적 특징, 즉 유전자 풀을 지니게 된다.:20-25
실제 혈연 관계를 비교할 수 없을 때에는 유전체 사이의 차이를 비교한다. 미토콘드리아 DNA의 염기 서열에서 1 개가 서로 다른 집단은 2 개가 서로 다른 집단보다 분명 더 밀접한 관계에 있다고 분석할 수 있다. 이렇게 분석할 때 사람속의 인간은 고릴라속의 고릴라보다 침팬지속의 보노보와 더 높은 친연 관계를 지닌다.:36-77

### 유전자 분석
집단 안에서 인구수가 크게 줄어들면 대립형질 가운데 일부가 소실되어 특정 유전 형질만 고착되는 개체군 병목현상을 겪기도 한다. 현생 인류는 몇 차례의 병목현상을 겪은 것으로 보이며 약 10만년 전의 경우엔 전체 인구수가 1만명 이하일 정도로 심각한 경우도 있었다. 한편 새로운 환경에 놓이면 적응의 결과 집단 안에서 특정 유전자의 발현 비율이 급격히 올라가는 창시자 효과 역시 나타난다. 히말라야산맥에 살고 있는 고산족 세르파는 저지대 사람들보다 탁월한 폐활량을 지녔으며, 과학자들은 이들만이 갖고 있는 변형된 유전자를 원인으로 지목하고 있다. 유전자 분석은 현재 진행되고 있는 인류의 진화를 포착할 수도 있다. 세르파의 높은 폐활량과 관련된 EPAS1 유전자는 1천년 전 무렵 일어난 돌연변이에 의한 것으로 이후 각지로 빠르게 전파되어 "세계에서 가장 빠르게 진화하는 유전자"라는 별명을 얻었다.:273쪽

### 유전체 분석
집단 사이의 유전적 차이는 하나 하나의 유전자나 염색체뿐만 아니라 게놈 전체의 비교를 통해 확인할 수 있다. 인간 게놈 프로젝트 이후 세계 각지에서는 추가적인 유전체 분석을 통해 인류 집단 사이의 차이와 유인원과 같은 가까운 종 사이의 유전적 비교가 이루어지고 있다. 예를 들면 가장 가까운 종인 침팬지나 보노보와 달리 인간만이 다채로운 언어를 구사하는 유전학적 원인으로 인간 고유의 FOXP2 유전자가 지목되고 있다. 이 외에도 오랑우탄, 고릴라 등의 종들과 인류 사이의 유전체 비교가 진행되고 있다.:16 게놈 분석의 결과 사람과에 속하는 종들은 마지막 공통 조상으로부터 오랑우탄이 가장 먼저 갈라져 나왔고 그 뒤로 고릴라가 갈라져 나왔으며, 침팬지와 보노보의 공통조상과 사람속이 분리된 다음 침팬지와 보노보가 각기 다른 종으로 진화하고 사람 속의 여러 고인류들이 분화되었다는 것을 확인할 수 있다.:75

## 관련 주제

### 하플로그룹
상염색체나 성염색체 또는 미토콘드리아 DNA 모두 돌연변이의 결과가 유전되며 돌연변이가 거듭될 수록 그 결과도 누적된다. 따라서 인류는 서로 다른 독특한 대립형질을 갖는 유전자 풀을 공유하는 집단으로 구분된다. 이를 인류 하플로그룹이라고 한다. 인류 미토콘드리아 DNA 하플로그룹은 미토콘드리아 이브를 기점으로 분기된 모계 유전 계통수를 구성하며 인류의 아프리카 기원설을 지지하고 있다. 한편 인류 Y-염색체 DNA 하플로그룹은 부계 공통 조상인 Y염색체 아담을 기점으로 분기된 부계 유전 계통수를 구성하는데 그 기원과 기점에 대해서는 아직 여러 가설이 경쟁하고 있다. 인류 하플로그룹을 특정하고 이들을 비교하는 작업은 인류유전학의 핵심적 기반을 이룬다. 하플로그룹의 정의와 분류는 관련 연구 성과에 따라 해마다 업데이트되고 있다.

### 유전성 질환
유전성 질환은 유전자나 염색체에 생긴 돌연변이 때문에 발생하는 질환이다. 돌연변이는 한 번 일어나면 계속하여 자식 세대에 유전되기 때문에 가계도에 동일한 질병을 갖는 친족들이 놓이게 된다.
유전자 돌연변이에 의한 유전성 질환은 대개 유전자가 정상적인 형질 발현을 실현하지 못하기 때문에 발생한다. 적혈구의 모양이 낫처럼 변형되는 겸형 적혈구 빈혈증이나, 피부를 비롯한 신체 기관에서 멜라닌을 생성하지 못하는 백색증, 혈액 응고 인자의 이상으로 출혈이 멈추지 않는 혈우병과 같은 질환들이 있다.
염색체 돌연변이에 의한 유전성 질환은 감수분열 과정에서 염색체가 제대로 분할되지 않아 일어나는 질환이다. 삼염색체성의 경우가 널리 알려져 있다. 인간 염색체의 21번 염색체가 삼염색체성이 되면 다운 증후군을 보이게 되며, 성염색체의 경우도 XXX 증후군, XXY형이나 XXXY형을 띄게 되는 클라인펠터 증후군, X 염색체 하나만이 발현된 터너 증후군과 같은 질환들이 있다.

### 인류의 진화와 기원

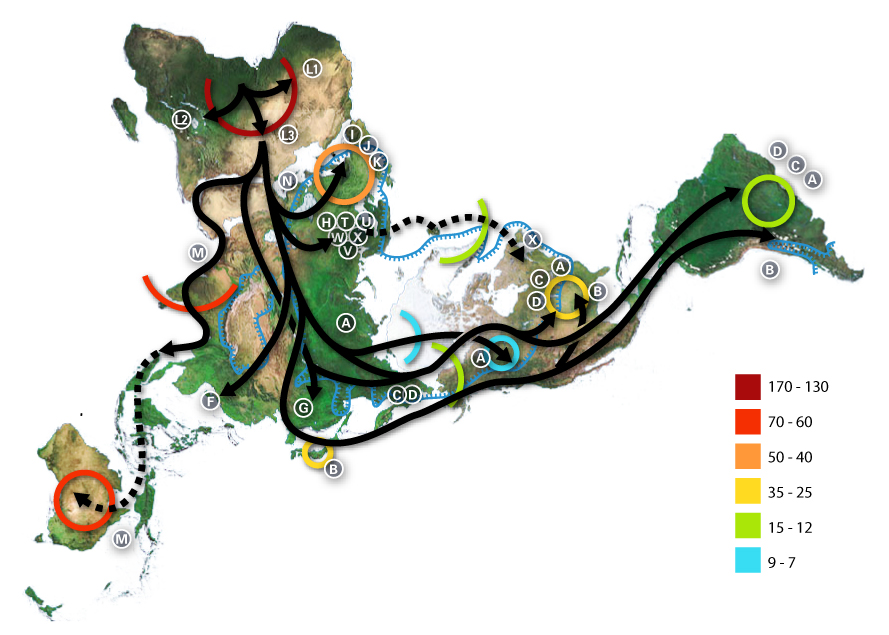
미토콘드리아 DNA 하플로 그룹을 기반으로 한 인류의 기원과 확산 지도

DNA 분석 기법의 발달로 인류유전학적 연구는 인류의 진화와 기원을 밝히는데 큰 기여를 하고 있다. 인류의 기원은 한 때 미토콘드리아 이브의 발견 이후 아프리카 기원설이 거의 정설이 되었으나, 이후 네안데르탈인 게놈의 분석 결과 현생 인류와 네안데르탈인 사이의 혼혈이 확인되었고:303-312 알타이산맥에서 발견된 데니소바인의 유전체 분석으로 인류의 진화와 기원에 대한 연구는 이제 더욱 복잡한 양상으로 전개되고 있다.:233-240 네안데르탈인 게놈에서 기원한 유전자는 현생 인류의 전체 하플로그룹에서 최소 2% 이상 관찰되고:310 데니소바인에서 기원한 유전자는 아시아에서는 발견되지 않지만 멜라네시아 집단에서는 4% 정도 확인된다.:238 결국 현생 인류는 단일한 집단에서 연속하여 분기된 것이 아니라 최소 두 종 이상의 고인류와 혼혈을 거쳐 형성된 것이다.

### 유전자 감식
인간 유전자는 집단 사이의 차이와 마찬가지로 개인 사이에도 차이가 존재한다. 이를 비교하면 마치 지문을 비교하는 것처럼 특정 개인의 유전자를 감식할 수 있다. 인간 유전체의 특정 부위에 있는 염기서열의 짧은 반복구간은 개인마다 조금씩 다른 특징을 보이며 부모로부터 각기 50%씩 물려받는다. 또한 이러한 짧은 반목구간은 돌연변이 속도도 빨라 세대가 지날수록 달라지기 쉽다. 이렇게 수집된 특정 유전자 부위에 대한 특징을 DNA 프로파일로 구성하고 이를 비교하여 개인을 특정할 수 있다. 인간 게놈은 몹시 크기 때문에 전체를 분석하는데 많은 시간과 비용이 들지만, 충분한 숫자의 특정 구간만을 따로 때내어 분석하면 시간과 비용을 절약할 수 있다. 이렇게 짧은 구간 반복이 일어나는 특정 부위만을 분석하는 것을 STR 분석이라고 한다. 개인을 특정하는 유전자 감식은 대부분 STR 분석으로 이루어지고 있다.
유전자 감식은 각종 사건 사고의 신원확인, 실종자 확인과 같은 수사에 이용되며 전쟁이나 학살과 같은 오래된 역사적 사건의 유해 감식에도 쓰인다.

## 관련 학문
- 유전체학 - 인간 게놈을 연구한다.
- 의학유전학 - 인간의 유전성 질환을 연구한다.
- 집단유전학 - 집단간의 유전적 친연성과 차이를 연구한다.
- 유전자인류학 - 유전체 비교를 통해 인류 집단 사이의 친연 관계를 연구하고 인류의 기원과 이주 경로를 추적한다.
- 인류 진화유전학 - 유전체 연구를 통해 인류의 진화 경로를 추적한다.
- 발달유전학 - 인간의 발생과 생장에 작용하는 유전체를 연구한다.

## 같이 보기
- 유전학
- 유전체
- 인간 게놈
- 네안데르탈인 게놈
- 멘델의 법칙을 따르는 유전성 질환 목록

## 참고 문헌
- K. 메데페셀헤르만, 권세훈 역, 《화학으로 이루어진 세상》, 에코리브르, 2007년, ISBN 978-89-9004-882-0
- 예병일, 《내 몸안의 과학 - 탄생에서 유전자 조작까지 몸지도를 그리다》, 효형출판, ISBN 978-89-5872-053-9
- 하인리히 창클, 박승재 역, 《지능적 유전자》, 프로네시스, 2007년, ISBN 978-89-0106-369-0
- 김용환, 《인류 진화의 오딧세이》, 가람기획, 2003년, ISBN 978-89-8435-162-2
- 스반테 페보, 김명주 역, 《잃어버린 게놈을 찾아서》, 부키, 2015년, ISBN 978-89-6051-512-3